# Ching I Peng
Ching I Peng, né en 1950 et mort d'un cancer le 1er mai 2018, est un botaniste taïwanais. C'était un grand spécialiste des bégonias asiatiques, à l’Academia Sinica.
On lui doit de nombreuses publications concernant notamment les bégonias de toute l’Asie du Sud-Est.

## Distinctions
Des plantes lui sont dédiées, dont Begonia chingipengii (de l’île de Luçon, aux Philippines) en 2014.